# Nezumia pulchella
Nezumia pulchella is een straalvinnige vissensoort uit de familie van rattenstaarten (Macrouridae). De wetenschappelijke naam van de soort is voor het eerst geldig gepubliceerd in 1971 door Pequeño.